# Мария Арагонска (кралица на Кастилия)
Вижте пояснителната страница за други личности с името Мария Арагонска.
Мария Арагонска (на испански: María de Aragón) е арагонска инфанта и кралица на Кастилия и Леон, като съпруга на крал Хуан II Кастилски.

## Биография
Родена е около 1396 г. в Кралство Арагон. Дъщеря е на арагоснкия крал Фердинанд I и на съпругата му Елеонора д’Албуркерке.
Още като дете инфантата е сгодена за своя братовчед – кастилския крал Хуан II, което е част от стратегията на баща ѝ да види свои деца на троновете на големите иберийски държави. Бракът на инфантата и кастилския крал се състои на 4 август 1420 г. Церемонията е скромна, тъй като политическата обстановка била доста напрегната, след като брат ѝ Енрике IV завладява Тордесиляс и принуждава Кортесите на Кастилия да признаят брака на сестра му и техния крал. Поради тази причина не се състояли никакви сватбени тържества, за което свидетелства летописът на кралицата.
В Кастилия Мария Арагонска проявява голяма политическа активност, стремейки се да направлява политиката на кралството в интерес на Арагон. Поради това тя често се намира в обтегнати отношения със съпруга си.
Умира на 18 февруари 1445 г. във Вилякастин, Кастилия. След смъртта ѝ през 1415 г. крал Хуан II се жени за португалската инфанта Исабела и става баща на Исабела I.

## Деца
Мария Арагонска ражда на Хуан II Кастилски четири деца:
- Катерина (1422 – 1424)
- Леонор (1422 – 1425)
- Енрике IV Импотентния (1425 – 1474) – крал на Кастилия
- Мария (1428 – 1429)